# Costituzione jugoslava del 1946

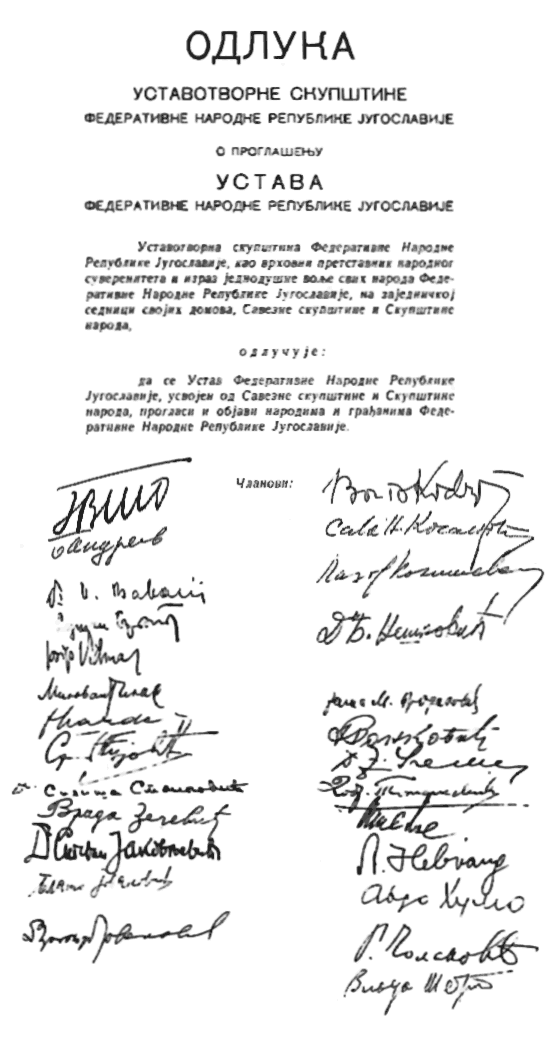
La prima costituzione della Repubblica Federativa Popolare di Jugoslavia.

La Costituzione jugoslava del 1946 è stata la prima costituzione della Repubblica Socialista Federale di Jugoslavia ed entrò in vigore alla sua promulgazione il 31 gennaio.

## Commento
Nel suo discorso al V Congresso del Partito Comunista di Jugoslavia, il presidente Josip Broz Tito si riferì a molti articoli della Costituzione per dimostrare la sua natura liberale.
Ora, così è come si è insediata qui l'eguaglianza nazionale, così è come è stata codificata e viene messa in pratica.
Poi, come è stata inserita la questione del potere nella Costituzione e come viene messa in pratica in questo Paese?
Nell'articolo 6 è scritto che: "Nella Repubblica Federativa Popolare di Jugoslavia tutto il potere deriva dal popolo e appartiene ad esso. Il popolo esercita il suo potere attraverso gli organi rappresentativi liberamente eletti dell'autorità statale, dai comitati del popolo che, dai locali comitati del popolo fino alle assemblee della repubbliche popolari e all'Assemblea Popolare della Repubblica Federativa Popolare di Jugoslavia, si sono originati e sviluppati nella guerra di liberazione popolare contro il fascismo e che costituiscono le conquiste basilari di questo sforzo."

Di conseguenza, la Costituzione ha solamente confermato, o codificato, ciò che era stato vinto durante la guerra, cioè il potere del popolo, il potere di una reale democrazia popolare.»

## Regolamentazioni
Il crollo della Repubblica Federativa Popolare di Jugoslavia venne realizzato dalla dichiarazione di una organizzazione federale formata da sei nuove nazioni e due regioni autonome. La dottrina del popolo a tre nazioni venne abbandonata e lo status di nazione venne dato ai macedoni, montenegrini e bosniaci musulmani.
La seconda caratteristica importante era la sua somiglianza con la Costituzione sovietica del 1936. Il testo conteneva regolamentazioni sulla posizione dominante della proprietà statale, sull'organizzazione dell'autorità in basi al principio di unità della stessa e sulla divisione dicotomica di tutti i poteri statali in autorità e amministrazioni statali.
Esisteva una divisione della giurisdizione tra lo stato unitario, le repubbliche e le amministrazioni territoriali e locali. Allo stesso livello dell'autorità esisteva il principio dell'autorità dell'unione, e la regolamentazione verticale era basata sul "centralismo democratico", definito dal principale padre costituente Edvard Kardelj. Ciò portò in realtà all'introduzione di una regolamentazione statalista e centralista accanto al federalismo nominale. Furono inoltre escluse qualsiasi forme (ideologiche, politiche o altre) di pluralismo.

## Applicazione
Questa Costituzione portò in seguito alla possibilità dell'instaurarsi di nuove autorità nel Paese ma successivamente, a causa dei conflitti con l'alleata Unione Sovietica (nonché punto di riferimento politico), venne iniziato un processo di riforma della carta costituzionale. Il percorso verso il socialismo iniziò quindi con le riforme costituzionali tra il 1950 e il 1952 che porteranno alla nuova Costituzione del 1953.